# Portugiesische Fußballnationalmannschaft (U-19-Junioren)
Die portugiesische U-19-Fußballnationalmannschaft ist eine Auswahlmannschaft portugiesischer Fußballspieler. Sie gehört zur Federação Portuguesa de Futebol und repräsentiert sie auf der U-19-Ebene, in Freundschaftsspielen gegen die Auswahlmannschaften anderer nationaler Verbände, aber auch bei der Europameisterschaft des Kontinentalverbandes UEFA. Spielberechtigt sind Spieler, die ihr 19. Lebensjahr noch nicht vollendet haben und die portugiesische Staatsangehörigkeit besitzen. Bei Turnieren ist das Alter beim ersten Qualifikationsspiel maßgeblich. Die portugiesische Mannschaft konnte sich elfmal für die Endrunde qualifizieren und dort einmal den Titel gewinnen. Die Mannschaft erreichte in der Qualifikation immer die zweite bzw. Eliterunde oder hatte ein Freilos (2018 bis 2022) dafür.

## Teilnahme bei U-19-Europameisterschaften
| 2002 in Norwegen      | nicht qualifiziert                                                                    |
| 2003 in Liechtenstein | Finale                                                                                |
| 2004 in der Schweiz   | nicht qualifiziert                                                                    |
| 2005 in Nordirland    | nicht qualifiziert                                                                    |
| 2006 in Polen         | Vorrunde                                                                              |
| 2007 in Österreich    | Vorrunde                                                                              |
| 2008 in Tschechien    | nicht qualifiziert                                                                    |
| 2009 in der Ukraine   | nicht qualifiziert                                                                    |
| 2010 in Frankreich    | Vorrunde (für die U-20-Fußball-Weltmeisterschaft 2011 qualifiziert)                   |
| 2011 in Rumänien      | nicht qualifiziert                                                                    |
| 2012 in Estland       | Vorrunde (für die U-20-Fußball-Weltmeisterschaft 2013 qualifiziert)                   |
| 2013 in Litauen       | Halbfinale                                                                            |
| 2014 in Ungarn        | Finale                                                                                |
| 2015 in Griechenland  | nicht qualifiziert                                                                    |
| 2016 in Deutschland   | Halbfinale                                                                            |
| 2017 in Georgien      | Finale                                                                                |
| 2018 in Finnland      | Europameister                                                                         |
| 2019 in Armenien      | Finale                                                                                |
| 2020                  | Meisterschaft wegen COVID-19-Pandemie abgesagt (Freilos für die abgesagte Eliterunde) |
| 2022 in der Slowakei  | nicht qualifiziert                                                                    |

| Bilanz     | Bilanz | Bilanz | Bilanz | Bilanz      | Bilanz | Bilanz    | Bilanz       |
| Runde      | Spiele | Siege  | Remis  | Niederlagen | Tore   | Gegentore | Tordifferenz |
| ---------- | ------ | ------ | ------ | ----------- | ------ | --------- | ------------ |
| 1. Runde   | 045    | 32     | 10     | 03          | 115    | 030       | 085          |
| Eliterunde | 056    | 38     | 05     | 13          | 131    | 052       | 079          |
| Endrunde   | 045    | 22     | 13 1   | 10          | 097    | 060       | 037          |
| Gesamt     | 146    | 92     | 28     | 26          | 343    | 142       | 201          |

## Trainer
(unvollständig)
- Hélio Sousa (seit 2009)
- Emílio Peixe (2015)

## Rekorde

### Rekordspieler
25. Mai 2022
| # | Name             | Spiele | Tore | erstes Spiel  | letztes Spiel |
| - | ---------------- | ------ | ---- | ------------- | ------------- |
| 1 | Tomas Podstawski | 37     | 1    | 11. Sep. 2012 | 31. Juli 2014 |
| 2 | Bruma            | 33     | 12   | 6. Sep. 2010  | 9. Juni 2013  |
| 3 | Lassana Camará   | 32     | 2    | 18. Aug. 2008 | 24. Juli 2010 |
| 4 | Pedro Rebocho    | 31     | 0    | 11. Sep. 2012 | 28. Juli 2014 |
| 5 | Rafa             | 30     | 2    | 4. Dez. 2012  | 31. Juli 2014 |
| 6 | Nuno Reis        | 29     | 6    | 18. Aug. 2008 | 24. Juli 2010 |
| 6 | Ricardo Esgaio   | 29     | 5    | 6. Sep. 2010  | 9. Juli 2012  |
| 8 | Nélson Oliveira  | 27     | 9    | 19. Mai 2008  | 24. Juli 2010 |
| 9 | Rúben Pinto      | 26     | 6    | 3. Nov. 2009  | 29. Mai 2011  |
| 9 | Florentino       | 26     | 0    | 6. Okt. 2016  | 29. Juli 2018 |

- Fett gedruckte Namen können noch in die U-19 Nationalmannschaft berufen werden bzw. sind dort noch aktiv.

### Rekordtorschützen
25. Mai 2022
| #  | Name              | Tore | Spiele | Quote | erstes Spiel  | letztes Spiel |
| -- | ----------------- | ---- | ------ | ----- | ------------- | ------------- |
| 1  | André Silva       | 16   | 24     | 0.66  | 11. Okt. 2012 | 31. Juli 2014 |
| 2  | Betinho           | 14   | 20     | 0.70  | 11. Okt. 2010 | 9. Juli 2012  |
| 3  | Rony Lopes        | 14   | 24     | 0.58  | 11. Sep. 2012 | 31. Juli 2014 |
| 4  | Vieirinha         | 13   | 24     | 0.54  | 22. Sep. 2003 | 16. Apr. 2005 |
| 5  | Bruma             | 12   | 33     | 0.36  | 6. Sep. 2010  | 9. Juni 2013  |
| 6  | Francisco Trincão | 10   | 18     | 0.56  | 1. Sep. 2017  | 29. Juli 2018 |
| 7  | Jota              | 10   | 21     | 0.48  | 14. Nov. 2017 | 29. Juli 2018 |
| 8  | Gonçalo Ramos     | 9    | 15     | 0.60  | 20. März 2019 | 18. Nov. 2019 |
| 9  | Bruno Gama        | 9    | 17     | 0.52  | 14. Sep. 2005 | 23. Juli 2006 |
| 10 | Nélson Oliveira   | 9    | 27     | 0.33  | 19. Mai 2008  | 24. Juli 2010 |

- Fett gedruckte Namen können noch in die U-19 Nationalmannschaft berufen werden bzw. sind dort noch aktiv.

## Ehemalige und bekannte Spieler
(Auswahl)
- Vítor Baía
- Nuno Capucho
- Sérgio Conceição
- Jorge Costa
- Rui Costa
- Fernando Couto
- Dimas
- Domingos
- Luís Figo
- João Moutinho
- João Pinto
- Sá Pinto
- Ricardo Quaresma
- Cristiano Ronaldo
- Carlos Secretário
- Simão
- Paulo Sousa
- Miguel Veloso
- Abel Xavier
- Bebé